# 渚川
渚川（なぎさがわ）は、福島県いわき市を流れる河川であり、二級水系渚川水系の本流である。

## 地理
いわき市南部の勿来地区北東部を流れる河川であり、小浜町北部、金山町境付近を水源地とする。小浜町を南北に貫き途中いくつかの小河川が合流し、小浜漁港にて太平洋に至る。下流側2.3㎞が二級河川として福島県により、上流側0.6kmが普通河川としていわき市により管理されている。

### 流域の自治体
福島県
- いわき市

## 災害
- 2011年3月11日に発生した東日本大震災に伴う津波により、護岸などの河川施設を含めた地域一帯が甚大な被害を受け、震災復興土地区画整理事業と併せて復旧がなされた。

## 主な橋梁
下流より記載
- 渚1号橋 - 一般市道031204号小浜町区画7号線
- 渚橋 - 福島県道239号泉岩間植田線
- 渚3号橋 - 一般市道031198号小浜町区画1号線
- 台橋 - 二級市道160083号汐見台渚線
- 中ノ作橋 - 国道6号常磐バイパス
- イゴタ橋 - 一般市道030850号北ノ作3号線
- 原田橋 - 一般市道030858号月見台1号線
- 渚2号橋 - 一般市道030980号月見台中ノ作線